# Ray Bennion
Pour les articles homonymes, voir Bennion.
Samuel Raymond Bennion, né le 1er septembre 1896 à Wrexham et mort le 12 mars 1968 à Burnley, est un footballeur international gallois. Il évoluait au poste de milieu droit.

## Biographie
Durant sa jeunesse, il se fait repérer en jouant avec son école et intègre des clubs professionnels de football locaux où il gagne la coupe régionale du Cheshire County, une ligue composé de clubs anglais et gallois du Nord-est britannique, en 1921. Il rejoint le club de Manchester United en avril 1921, un club de bas du tableau à l'époque.
Il y restera 11 ans, mais ne gagnera aucune compétition, le club faisant souvent l'ascenseur entre la première division et la deuxième division. Il rejoint ensuite le Burnley Football Club en 1932.
Ray Bennion reçoit dix sélections en équipe du pays de Galles entre 1925 et 1931, sans inscrire de but. Il joue son premier match en équipe nationale le 31 octobre 1925, contre l'Écosse. Ce match perdu 0-3 au Ninian Park de Cardiff rentre dans le cadre du British Home Championship. Il reçoit sa dernière sélection le 5 décembre 1931, contre l'Irlande du Nord (victoire 4-0 au Windsor Park de Belfast). 
Il cesse sa carrière de joueur en 1934, mais ne quitte pas le monde du football pour autant, devenant préparateur pour ce dernier jusqu'en 1964, s'arrêtant pour raison de santé.

### Ouvrage
- Garth Dykes, The United Alphabet: A Complete Who's Who of Manchester United F.C., Leicester, ACL & Polar Publishing, 1994 (ISBN 0-9514862-6-8)